# Kombinacja norweska na mistrzostwach świata w narciarstwie klasycznym

Zawody w kombinacji norweskiej w ramach mistrzostw świata w narciarstwie klasycznym rozgrywane są od Mistrzostw Świata w 1925 w Jańskich Łaźniach, (Czechosłowacja, dzisiejsze Czechy). Wówczas rozgrywana była jedynie konkurencja indywidualna. Od Mistrzostw Świata w Oslo w 1982 roku na mistrzostwach rozgrywane są zawody drużynowe, na MŚ w Oslo w 2011 roku po raz pierwszy rozegrano dwa konkursy drużynowe: na dużej i na normalnej skoczni.
W latach 1999–2007 rozgrywano zawody w sprincie, które na Mistrzostwach w Libercu zastąpiono startem masowym. Już 2011 roku zarzucono jednak rozgrywanie sprintu i startu masowego na rzecz dwóch konkursów indywidualnych metodą Gundersena.

## Kalendarium
| Rok  | Miejscowość       | Kraj              | Zawody                                                                     |
| ---- | ----------------- | ----------------- | -------------------------------------------------------------------------- |
| 1925 | Jańskie Łaźnie    | Czechosłowacja    | Kombinacja norweska na Mistrzostwach Świata w Narciarstwie Klasycznym 1925 |
| 1926 | Lahti             | Finlandia         | Kombinacja norweska na Mistrzostwach Świata w Narciarstwie Klasycznym 1926 |
| 1927 | Cortina d’Ampezzo | Włochy            | Kombinacja norweska na Mistrzostwach Świata w Narciarstwie Klasycznym 1927 |
| 1929 | Zakopane          | Polska            | Kombinacja norweska na Mistrzostwach Świata w Narciarstwie Klasycznym 1929 |
| 1930 | Oslo              | Norwegia          | Kombinacja norweska na Mistrzostwach Świata w Narciarstwie Klasycznym 1930 |
| 1931 | Oberhof           | Niemcy            | Kombinacja norweska na Mistrzostwach Świata w Narciarstwie Klasycznym 1931 |
| 1933 | Innsbruck         | Austria           | Kombinacja norweska na Mistrzostwach Świata w Narciarstwie Klasycznym 1933 |
| 1934 | Sollefteå         | Szwecja           | Kombinacja norweska na Mistrzostwach Świata w Narciarstwie Klasycznym 1934 |
| 1935 | Wysokie Tatry     | Czechosłowacja    | Kombinacja norweska na Mistrzostwach Świata w Narciarstwie Klasycznym 1935 |
| 1937 | Chamonix          | Francja           | Kombinacja norweska na Mistrzostwach Świata w Narciarstwie Klasycznym 1937 |
| 1938 | Lahti             | Finlandia         | Kombinacja norweska na Mistrzostwach Świata w Narciarstwie Klasycznym 1938 |
| 1939 | Zakopane          | Polska            | Kombinacja norweska na Mistrzostwach Świata w Narciarstwie Klasycznym 1939 |
| 1941 | Cortina d’Ampezzo | Włochy            | Kombinacja norweska na Mistrzostwach Świata w Narciarstwie Klasycznym 1941 |
| 1950 | Lake Placid       | Stany Zjednoczone | Kombinacja norweska na Mistrzostwach Świata w Narciarstwie Klasycznym 1950 |
| 1954 | Falun             | Szwecja           | Kombinacja norweska na Mistrzostwach Świata w Narciarstwie Klasycznym 1954 |
| 1958 | Lahti             | Finlandia         | Kombinacja norweska na Mistrzostwach Świata w Narciarstwie Klasycznym 1958 |
| 1962 | Zakopane          | Polska            | Kombinacja norweska na Mistrzostwach Świata w Narciarstwie Klasycznym 1962 |
| 1966 | Oslo              | Norwegia          | Kombinacja norweska na Mistrzostwach Świata w Narciarstwie Klasycznym 1966 |
| 1970 | Wysokie Tatry     | Czechosłowacja    | Kombinacja norweska na Mistrzostwach Świata w Narciarstwie Klasycznym 1970 |
| 1974 | Falun             | Szwecja           | Kombinacja norweska na Mistrzostwach Świata w Narciarstwie Klasycznym 1974 |
| 1978 | Lahti             | Finlandia         | Kombinacja norweska na Mistrzostwach Świata w Narciarstwie Klasycznym 1978 |
| 1982 | Oslo              | Norwegia          | Kombinacja norweska na Mistrzostwach Świata w Narciarstwie Klasycznym 1982 |
| 1984 | Rovaniemi         | Finlandia         | Kombinacja norweska na Mistrzostwach Świata w Narciarstwie Klasycznym 1984 |
| 1985 | Seefeld           | Austria           | Kombinacja norweska na Mistrzostwach Świata w Narciarstwie Klasycznym 1985 |
| 1987 | Oberstdorf        | RFN               | Kombinacja norweska na Mistrzostwach Świata w Narciarstwie Klasycznym 1987 |
| 1989 | Lahti             | Finlandia         | Kombinacja norweska na Mistrzostwach Świata w Narciarstwie Klasycznym 1989 |
| 1991 | Val di Fiemme     | Włochy            | Kombinacja norweska na Mistrzostwach Świata w Narciarstwie Klasycznym 1991 |
| 1993 | Falun             | Szwecja           | Kombinacja norweska na Mistrzostwach Świata w Narciarstwie Klasycznym 1993 |
| 1995 | Thunder Bay       | Kanada            | Kombinacja norweska na Mistrzostwach Świata w Narciarstwie Klasycznym 1995 |
| 1997 | Trondheim         | Norwegia          | Kombinacja norweska na Mistrzostwach Świata w Narciarstwie Klasycznym 1997 |
| 1999 | Ramsau            | Austria           | Kombinacja norweska na Mistrzostwach Świata w Narciarstwie Klasycznym 1999 |
| 2001 | Lahti             | Finlandia         | Kombinacja norweska na Mistrzostwach Świata w Narciarstwie Klasycznym 2001 |
| 2003 | Val di Fiemme     | Włochy            | Kombinacja norweska na Mistrzostwach Świata w Narciarstwie Klasycznym 2003 |
| 2005 | Oberstdorf        | Niemcy            | Kombinacja norweska na Mistrzostwach Świata w Narciarstwie Klasycznym 2005 |
| 2007 | Sapporo           | Japonia           | Kombinacja norweska na Mistrzostwach Świata w Narciarstwie Klasycznym 2007 |
| 2009 | Liberec           | Czechy            | Kombinacja norweska na Mistrzostwach Świata w Narciarstwie Klasycznym 2009 |
| 2011 | Oslo              | Norwegia          | Kombinacja norweska na Mistrzostwach Świata w Narciarstwie Klasycznym 2011 |
| 2013 | Val di Fiemme     | Włochy            | Kombinacja norweska na Mistrzostwach Świata w Narciarstwie Klasycznym 2013 |
| 2015 | Falun             | Szwecja           | Kombinacja norweska na Mistrzostwach Świata w Narciarstwie Klasycznym 2015 |
| 2017 | Lahti             | Finlandia         | Kombinacja norweska na Mistrzostwach Świata w Narciarstwie Klasycznym 2017 |
| 2019 | Seefeld           | Austria           | Kombinacja norweska na Mistrzostwach Świata w Narciarstwie Klasycznym 2019 |
| 2021 | Oberstdorf        | Niemcy            | Kombinacja norweska na Mistrzostwach Świata w Narciarstwie Klasycznym 2021 |
| 2023 | Planica           | Słowenia          | Kombinacja norweska na Mistrzostwach Świata w Narciarstwie Klasycznym 2023 |
| 2025 | Trondheim         | Norwegia          | Kombinacja norweska na Mistrzostwach Świata w Narciarstwie Klasycznym 2025 |

## Zawody
| Konkurencja                       | 25 | 26 | 27 | 29 | 30 | 31 | 33 | 34 | 35 | 37 | 38 | 39 | 41 | 50 | 54 | 58 | 62 | 66 | 70 | 74 | 78 | 82 | 84 | 85 | 87 | 89 | 91 | 93 | 95 | 97 | 99 | 01 | 03 | 05 | 07 | 09 | 11 | 13 | 15 | 17 | 19 | 21 | 23 | 25 | Razem |
| --------------------------------- | -- | -- | -- | -- | -- | -- | -- | -- | -- | -- | -- | -- | -- | -- | -- | -- | -- | -- | -- | -- | -- | -- | -- | -- | -- | -- | -- | -- | -- | -- | -- | -- | -- | -- | -- | -- | -- | -- | -- | -- | -- | -- | -- | -- | ----- |
| Indywidualnie (skocznia normalna) | •  | •  | •  | •  | •  | •  | •  | •  | •  | •  | •  | •  | •  | •  | •  | •  | •  | •  | •  | •  | •  | •  |    | •  | •  | •  | •  | •  | •  | •  | •  | •  | •  | •  | •  | •  | •  | •  | •  | •  | •  | •  | •  | •  | 43    |
| Indywidualnie (skocznia duża)     |    |    |    |    |    |    |    |    |    |    |    |    |    |    |    |    |    |    |    |    |    |    |    |    |    |    |    |    |    |    |    |    |    |    |    | •  | •  | •  | •  | •  | •  | •  | •  | •  | 9     |
| Drużynowo (skocznia duża)         |    |    |    |    |    |    |    |    |    |    |    |    |    |    |    |    |    |    |    |    |    |    |    |    |    | •  |    |    |    |    | •  |    |    | •  | •  | •  | •  |    |    |    |    |    | •  | •  | 8     |
| Drużynowo (skocznia normalna)     |    |    |    |    |    |    |    |    |    |    |    |    |    |    |    |    |    |    |    |    |    | •  | •  | •  | •  |    | •  | •  | •  | •  |    | •  | •  |    |    |    | •  | •  | •  | •  | •  | •  |    |    | 16    |
| Sprint                            |    |    |    |    |    |    |    |    |    |    |    |    |    |    |    |    |    |    |    |    |    |    |    |    |    |    |    |    |    |    | •  | •  | •  | •  | •  |    |    |    |    |    |    |    |    |    | 5     |
| Start masowy                      |    |    |    |    |    |    |    |    |    |    |    |    |    |    |    |    |    |    |    |    |    |    |    |    |    |    |    |    |    |    |    |    |    |    |    | •  |    |    |    |    |    |    |    |    | 1     |
| Sprint drużynowy                  |    |    |    |    |    |    |    |    |    |    |    |    |    |    |    |    |    |    |    |    |    |    |    |    |    |    |    |    |    |    |    |    |    |    |    |    |    | •  | •  | •  | •  | •  |    |    | 5     |
| Kobiety indywidualnie             |    |    |    |    |    |    |    |    |    |    |    |    |    |    |    |    |    |    |    |    |    |    |    |    |    |    |    |    |    |    |    |    |    |    |    |    |    |    |    |    |    | •  | •  | •  | 3     |
| Sztafeta mieszana                 |    |    |    |    |    |    |    |    |    |    |    |    |    |    |    |    |    |    |    |    |    |    |    |    |    |    |    |    |    |    |    |    |    |    |    |    |    |    |    |    |    |    | •  | •  | 2     |
| Start masowy kobiety              |    |    |    |    |    |    |    |    |    |    |    |    |    |    |    |    |    |    |    |    |    |    |    |    |    |    |    |    |    |    |    |    |    |    |    |    |    |    |    |    |    |    |    | •  | 1     |
|                                   |    |    |    |    |    |    |    |    |    |    |    |    |    |    |    |    |    |    |    |    |    |    |    |    |    |    |    |    |    |    |    |    |    |    |    |    |    |    |    |    |    |    |    |    |       |
| Ogólnie                           | 1  | 1  | 1  | 1  | 1  | 1  | 1  | 1  | 1  | 1  | 1  | 1  | 1  | 1  | 1  | 1  | 1  | 1  | 1  | 1  | 1  | 2  | 1  | 2  | 2  | 2  | 2  | 2  | 2  | 2  | 3  | 3  | 3  | 3  | 3  | 4  | 4  | 4  | 4  | 4  | 4  | 5  | 5  | 6  | 93    |

## Klasyfikacja medalowa
Stan po MŚ 2025
| Miejsce | Państwo           |    |    |    | Razem |
| ------- | ----------------- | -- | -- | -- | ----- |
| 1.      | Norwegia          | 37 | 36 | 21 | 94    |
| 2.      | Niemcy            | 24 | 24 | 16 | 64    |
| 3.      | Austria           | 7  | 9  | 19 | 35    |
| 4.      | Japonia           | 6  | 1  | 7  | 14    |
| 5.      | Finlandia         | 5  | 10 | 8  | 23    |
| 6.      | Francja           | 5  | 2  | 8  | 15    |
| 7.      | Stany Zjednoczone | 4  | 1  | 2  | 7     |
| 8.      | Czechy            | 3  | 3  | 1  | 7     |
| 9.      | Szwecja           | 1  | 2  | 0  | 3     |
| 10.     | Rosja             | 0  | 3  | 5  | 8     |
| 11.     | Szwajcaria        | 0  | 1  | 3  | 4     |
| 12.     | Włochy            | 0  | 1  | 0  | 1     |
| 13.     | Polska            | 0  | 0  | 1  | 1     |

- W klasyfikacji Niemcy, RFN i NRD ujęte są łącznie, podobnie jak Czechy i Czechosłowacja oraz ZSRR i Rosja.